# لومينول
لومينول مُركب كيميائي صيغته C8H7N3O2 قادِر على توليد ضيائية كيميائية. يتخذ في الحالة الطبيعية شكل بلور صلب ذو لون أبيض مائل إلى الصفرة، قابل للذوبان في أغلب المُذيبات العضوية القطبية، لكِنه غير قابِل للذوبان في الماء. عِند مزجه بمؤكسد مُناسب يعطي لوناً متوهجاً أزرقاً مُميّز.

## استعمالات
يستعمل لومينول في مجال الطب الشرعي وعلم الجنايات. حيث يتِم الكَشف عن آثار الدماء التي تُركت في مسرح الجريمة، حتى وإن كانت هذه الدماء قد مُسِحت ولَم تعد ظاهرة للعين، حيث يتفاعل لومينول مع عُنصر الحديد الموجود في هيموغلوبين الدَم مُعطياً توهجاً أزرق مُدللاً على مكان تواجد آثار الدماء بِدقة.
و يستعمل كذلك في المجال الكيميائي والمجال البيولوجي للكشف عن وجود النحاس، الحديد، والسيانيد، وأيضاً عَن البروتينات الخاصة باستخدام لطخة ويسترن.
عِندما يتوهج لومينول، فإن التفاعل الذي سبب توهجه يتلاشى خلال وقت لا يتجاوز 40 ثانية، وهذا يعني توقف الضيائية ونفاذ الطاقة الكيميائية للتفاعل، ولهذا السبب يحرص المُحققون دائماً على تطبيق كميات مُتساوية في مسرح الجريمة وحيثما يُشتبه بتواجِد دماء تم مسحها مسبقاً، ويَتم إحداث إعتام في نِطاق مسرح الجريمة وإبعاد أي مصدر آخر للضوء لضمان مُراقبة سلوك التوهج على أفضلِ نَحو. هذا وقد يستخدم المحققون تقنية التصوير طويل التعريض لأغراض توثيق التآثير، ويُمكن لهذا الإجراء أن يكشف المزيد مِن الأدلة الجنائية التي تتجاوز تحديد أماكن الدماء القديمة والمُخفاة، إلى الكَشف عن المناطق التي تزداد فيها الدماء أو التوصل إلى وجود دِماء ظاهِرة في مكان آخر مِثل أسفل البلاط أو بين الشقوق أو في مكان أبعد من مسرح الجريمة المحتمل.

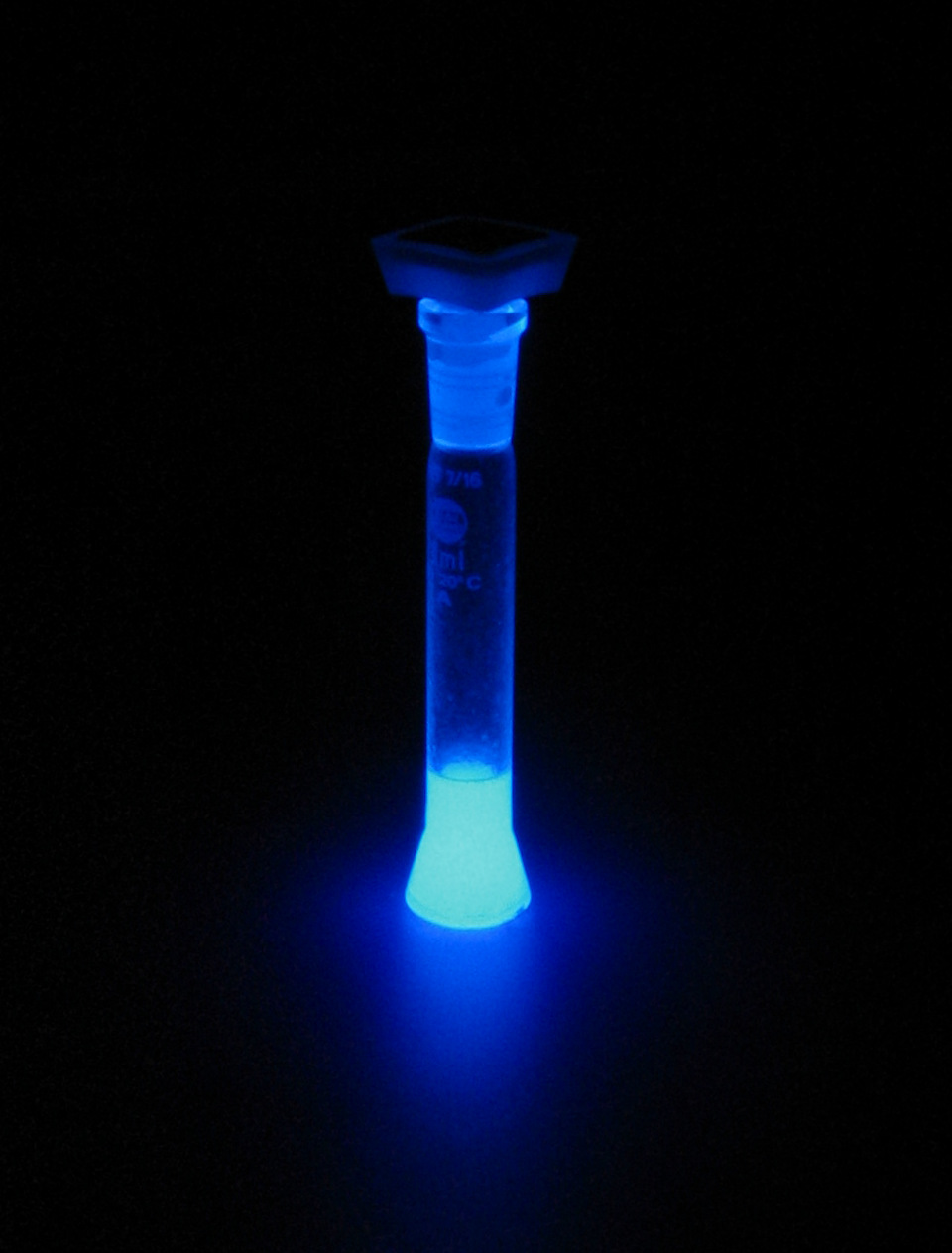
لمعان اللومينول إثر تفاعل كيميائيلومينول

## الخواص
لإظهار التلألؤ فإن على لومينول أن يتفاعل مع مؤكسِد مُحفز مناسب، مِثل محلول من بيروكسيد الهيدروجين (H2O2)وايونات الهيدروكسيد في الماء، في وجود عامل مُحفز مثل الحديد أو البيريودات، حيث يتحلل بيروكسيد الهيدروجين مكوناً الأكسجين (O) والماء (H2O).